# Aino Kassinen
Aino Kassinen, née en 1900 dans le village de Maikoski, près d'Oulu (Ostrobotnie du Nord), et morte le 28 juillet 1977, est une voyante finlandaise.
Elle acquiert une notoriété nationale à partir des années 1930. Elle est influencée par la théosophie et les écrits de Rudolf Steiner.

## Biographie
Aino Lydia Kassinen naît en 1900 dans le village de Maikoski, près d'Oulu,,. Son père Heikki Kassinen est tailleur de pierre et sa mère Maria couturière. Sa famille compte également cinq sœurs et un frère. Durant son enfance à Oulu, elle s'intéresse au théâtre et participe à des représentations théâtrales à la Maison des travailleurs d'Oulu. Elle affirme avoir développé des dons de clairvoyance dès son enfance. Elle travaille ensuite comme domestique et couturière.
Elle s'installe ensuite à Helsinki où elle établit son cabinet de voyance. Largement autodidacte dans les domaines de la divination et de la philosophie ésotérique, elle est influencée par la Société théosophique et les écrits de Rudolf Steiner. Elle défend une approche désintéressée de la voyance, refusant de fixer des honoraires en privilégiant les dons, et disant ne faire aucune distinction entre ses consultants,.
Elle acquiert une notoriété nationale en tant que voyante à partir des années 1930. Elle affirme, sans que cela puisse être prouvé, avoir compté parmi ses consultants le président finlandais Risto Ryti et le maréchal Carl Gustaf Emil Mannerheim,,. Elle affirme également avoir prédit la guerre d'Hiver.
Durant les années 1960-1970, elle tient une rubrique de conseils dans le magazine Uusi maailma et participe régulièrement à des émissions télévisées d'actualité pour commenter les événements en Finlande,.
En 1971, elle prend sous son aile Pekka Siitoin, qu'elle considère comme l'un de ses deux élèves les plus prometteurs dans l'occultisme, avant de s'en distancer publiquement au milieu des années 1970 en raison de ses activités politiques controversées. Elle a également pour disciple l'acteur Vesa-Matti Loiri,.
Elle meurt le 28 juillet 1977. Elle est enterrée dans le cimetière de Malmi, bloc 83.